# Volută

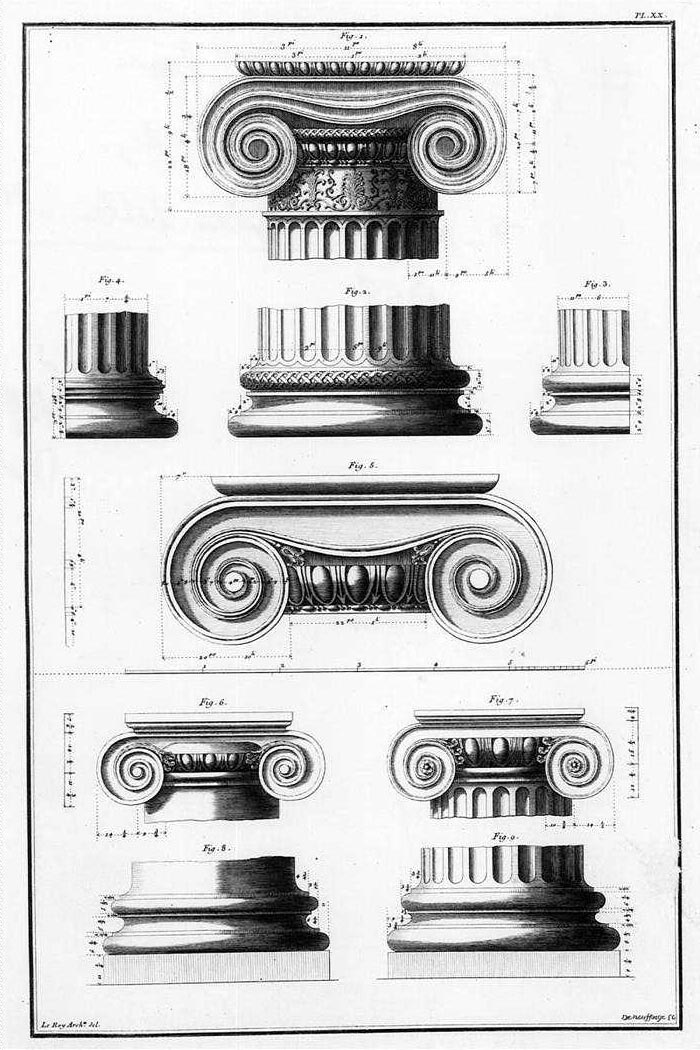
Exemple de volute ionice. Din Les ruines plus beaux des monuments de la Grèce a lui Julien David LeRoy, Paris, 1758 (Planșa a XX-a)

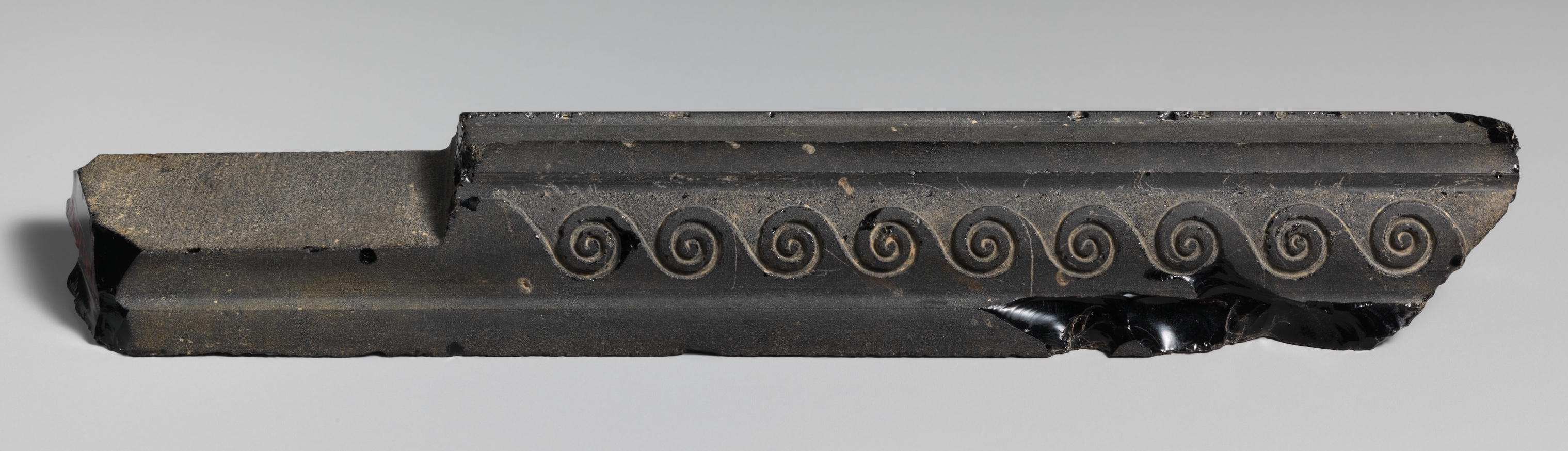
Model cu volute ca niște valuri pe un atașament de la niște mobilă romană, circa 25 î.Hr.-10 d.Hr., în Muzeul Metropolitan de Artă (New York City)

O volută este un ornament spiralat, care stă la baza ordinului ionic, găsindu-se la capitelurile coloanelor ionice. Mai târziu a fost încorporată la ordinul corintic și la capitelurile compozite ale coloanelor. Patru se găsesc în mod normal pe un capitel ionic, opt la cele compozite și versiuni mai mici pe capitelul corintic.
Cuvântul derivă din latinescul voluta („sul”). S-a sugerat că ornamentul a fost inspirat de curba coarnelor unui berbec sau poate că derivă de la spirala naturală găsită în sacul embironar al unei specii comune de trifoi originare din Grecia. Alternativ, ar putea să fie pur și simplu de origine geometrică.
Ornamentul poate să fie văzut în arhitectura renascentistă și în cea barocă și e comun în designul de mobilă, argintărie și ceramică. O metodă de desenare a geometriei complexe a fost concepută de vechiul arhitect roman Vitruvius prin studiul clădirilor și structurilor clasice.

## Legături externe
Materiale media legate de volută la Wikimedia Commons